# Livingstone (Hamilton)
Pour les articles homonymes, voir Livingstone (homonymie).
Livingstone est une banlieue de l’ouest de la cité d’Hamilton dans l’Île du Nord de la Nouvelle-Zélande.

## Municipalités limitrophes
Livingstone, pour qui la banlieue est dénommé, était une propriété, qui fut ensuite subdivisée pour constituer une large proportion de la zone en 1916.

## Situation
La banlieue devint ainsi une partie de la cité d’Hamilton en 1962. Elle est habituellement décrit comme une partie de la localité de Nawton.

## Éducation
L’école primaire de Nawton est située sur l’avenue Livingstone et c’est une zone de recensement de Nawton East.